# Aizoáin
Aizoáin (Aitzoain en euskera y cooficialmente) es un concejo del municipio de Berrioplano situado en la Comunidad Foral de Navarra (España). La localidad está en la Cuenca de Pamplona. Su población en 2014 fue de 489 habitantes (INE)

## Geografía
La localidad está situada en una llanura en la ladera oeste del monte Ezcaba o San Cristóbal, a la orilla izquierda del río Juslapeña, entre Berriosuso (norte), Orcoyen (sur), Berriozar (este) y Berrioplano (oeste).

## Demografía
| 1996 | 1998 | 1999 | 2000 | 2001 | 2002 | 2003 | 2004 | 2005 | 2006 | 2007 | 2008 | 2014 |
| ---- | ---- | ---- | ---- | ---- | ---- | ---- | ---- | ---- | ---- | ---- | ---- | ---- |
| 219  | 216  | 245  | 243  | 254  | 265  | 304  | 313  | 291  | 301  | 313  | 333  | 489  |

## Transportes
| Eskualdeko Hiri Garraioa/Transporte Urbano Comarcal |       |                                    |
| Inicio                                              | Línea | Fin                                |
| Berriogoiti/Berriosuso - Berriozar                  | 16    | Noáin - Beriáin                    |
| Pablo Sarasate                                      | N4    | Berriogoiti/Berriosuso - Berriozar |
| Taxi Iruñerria                                      |       |                                    |
| Zona                                                | B     | B                                  |
| Estaciones                                          |       |                                    |

## Historia
La localidad perteneció a los reyes de Navarra hasta el siglo XII. En el siglo XIII pasó a ser propiedad de doña Narbona, que la intercambió con el pueblo de Abáiz. Posteriormente, Inés Subiza se la dio a Martín Arbea a cambio de que le perdonase la deuda que tenía contraída con éste y que no podía saldar. Más tarde saldría a subasta pública, pasando a ser propiedad de la Cámara de la Catedral de Pamplona por 3500 sueldos. Los vecinos de Aizoáin debían, pues, pagar sus pechas de trigo a la Cámara y en el siglo XVIII, el canónigo de la catedral tuvo allí una casa palacio con oratorio. Durante la Guerra de la Independencia (siglo XIX), tomó parte activa en contra de los franceses, lo que motivó venganzas y ajustes de cuentas a sus vecinos. Desde antiguo, se atestigua la existencia del Barrio de Oronsuspe, un núcleo muy pequeño pero de gran vitalidad, que contaba con dos ermitas y un palacio. En 1849, el barrio era propiedad de un vecino de Falces.

## Arte y arquitectura
De entre las construcciones del concejo destacan:
- La parroquia de Santa Águeda, con la casa parroquial adosada, es una construcción protogótica.
- Palacio de Ansaldo, palacio cabo de armería.
- Palacio de Oronsospe, palacio cabo de armería.

## Fiestas
- Fiestas Patronales: 5 de febrero, en honor a Santa Águeda.[2]
- Fiestas pequeñas: 8 de mayo, (San Miguel), que se lleva celebrando varios años un zikiro.

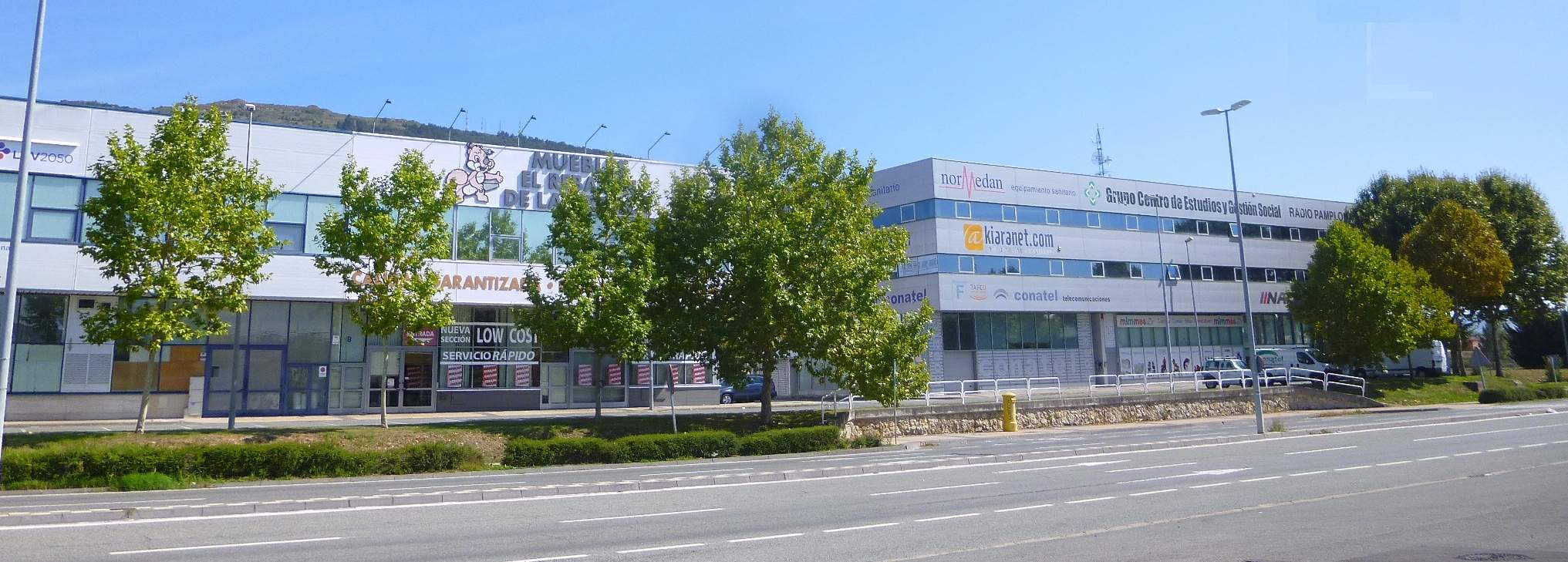
Edificios del Polígono Industrial Plazaola en Aizoáin